# Wilhelm Schwarz (Politiker, 1902)

Wilhelm Schwarz

Wilhelm Schwarz (* 2. April 1902 in Memmingen; † 25. Januar 1975 ebenda) war ein deutscher Politiker (NSDAP). Er war von 1930 bis 1945 Mitglied des Reichstags.

## Leben
Schwarz besuchte das St.-Anna-Gymnasium in Augsburg und anschließend die Universitäten in Erlangen und Tübingen, wo er Rechtswissenschaft studierte. Nach dem Studium war er Referendar sowie Assessor und ab April 1930 als Rechtsanwalt wieder in Memmingen tätig.
1919 war Schwarz dem Deutschvölkischen Schutz- und Trutzbund beigetreten. Von 1921 bis 1923 war er Mitglied des Bundes Oberland, dem Nachfolger des gleichnamigen Freikorps. Eigenen Angaben zufolge will er 1923 „am aktiven Widerstand im besetzten Gebiet“ teilgenommen haben. Der SA trat er 1925 bei; am 28. Mai 1926 wurde er Mitglied der Memminger NSDAP-Ortsgruppe (Mitgliedsnummer 37.394). Zwischen 1927 und 1932 war Schwarz der Bezirksleiter der NSDAP für Memmingen. 1928 trat Schwarz dem Bund Nationalsozialistischer Deutscher Juristen (BNSDJ, Mitgliedsnummer 37) bei. Von 1929 bis 1935 war Schwarz Stadtrat in Memmingen; die ersten vier Jahre führte er die dortige NSDAP-Fraktion.
Im September 1930 erhielt er ein Mandat im Reichstag, das er auch nach der Machtübertragung an die Nationalsozialisten bis 1945 im dann funktionslosen Parlament innehatte. Seit Juni 1934 war er Gauamtsleiter und Gauinspekteur im Gau Schwaben und Mitglied der Akademie für deutsches Recht. 1935 wurde er Ratsherr in Memmingen und 1936 NSDAP-Kreisleiter für den Stadt- und Landkreis Memmingen. Bei Kriegsende flüchtete er aus Memmingen und wurde am 26. April 1945 von amerikanischen Truppen in Markt Rettenbach gefangen genommen und anschließend interniert.
Schwarz wurde im Juli 1948 durch das Landgericht Memmingen zu zwei Jahren Gefängnis wegen Zerstörung der Memminger Synagoge verurteilt. Im Februar 1949 wurde er in der Entnazifizierung als Hauptschuldiger eingestuft und unter Anrechnung der politischen Haft durch die Spruchkammer Memmingen zu drei Jahren Arbeitslager verurteilt. Im Juli 1950 folgte die Einstufung als Belasteter durch die Berufungskammer. Schwarz wurde mit einem Verbot zur Bekleidung eines öffentlichen Amtes, einschließlich des Notariats und der Anwaltschaft belegt, welches im August 1958 aufgehoben wurde. Anschließend arbeitete er wieder als Rechtsanwalt in Memmingen. 1960 soll Schwarz an der Aufarbeitung des Schicksals der Memminger Juden in der Zeit des Nationalsozialismus mitgewirkt haben.